# Мађарска на Песми Евровизије
Мађарска је до сада учествовала 17 пута, још од њиховог првог учешћа 1994. године. Мађарска је покушала учествовати 1993, али није успела проћи квалификациону рунду.
Прво учешће Мађарске сматра се најуспешнијим до данас, јер је представница Фридерика заузела 4. место. Наредних 13 година, Мађарска није успела да се пласира у првих 10, док је Мадги Ружа заузела 9. место 2007. године. Затим је 2013. године БајАлекс заузео 10. место, а 2014. године су остварили други најбољи резултат, када је Андраш Калај Саундерс заузео 5. место.

## Изостанци
Мађарска од свог дебитовања није била суспендована због слабог резултата. 1999. године Мађарска је била суспендована и нису се вратили све до 2005. године. Затим су 2006. године направили још једну годину паузе. 2010. су такође направили паузу због финансијских проблема. 2011. године су се вратили на такмичење и до 2018. су били редовни учесници финала. 2020. се поново повлаче, овога пута што мађарски емитер сматра да је такмичење превише усмерено ка ЛГБТ популацији. Евентуално такмичење 2020. је било отказано због пандемије Коронавируса у Европи.

## Представници
| Година    | Извођач(и)            | Песма                           | Финале            | Поени             | Полуфинале       | Поени            |                  |
| --------- | --------------------- | ------------------------------- | ----------------- | ----------------- | ---------------- | ---------------- | ---------------- |
| 1993      | Андреа Шулак          | "Árva reggel"                   | Нису се пласирали | Нису се пласирали | 6                | 44               |                  |
| 1994      | Фридерика             | "Kinek mondjam el vétkeimet?"   | 4                 | 122               |                  |                  |                  |
| 1995      | Чаба Сигети           | "Új név a régi ház falán"       | 22                | 3                 |                  |                  |                  |
| 1996      | Ђон Делуса            | "Fortuna"                       | Нису се пласирали | Нису се пласирали | 23               | 26               |                  |
| 1997      | V.I.P.                | "Miért kell, hogy elmenj?"      | 12                | 39                |                  |                  |                  |
| 1998      | Чарли                 | "A holnap már nem lesz szomorú" | 23                | 4                 |                  |                  |                  |
| 1999–2004 | Није учествовала      | Није учествовала                | Није учествовала  | Није учествовала  | Није учествовала | Није учествовала | Није учествовала |
| 2005      | NOX                   | "Forogj, világ!"                | 12                | 97                | 5                | 167              |                  |
| 2006      | Није учествовала      | Није учествовала                | Није учествовала  | Није учествовала  | Није учествовала | Није учествовала | Није учествовала |
| 2007      | Магди Ружа            | "Unsubstantial Blues"           | 9                 | 128               | 2                | 224              |                  |
| 2008      | Чези                  | "Candlelight"                   | Нису се пласирали | Нису се пласирали | 19               | 6                |                  |
| 2009      | Золи Адок             | "Dance With Me"                 | Нису се пласирали | Нису се пласирали | 15               | 16               |                  |
| 2010      | Није учествовала      | Није учествовала                | Није учествовала  | Није учествовала  | Није учествовала | Није учествовала | Није учествовала |
| 2011      | Кати Волф             | "What About My Dreams?"         | 22                | 53                | 7                | 72               |                  |
| 2012      | Compact Disco         | "Sound Of Our Hearts"           | 24                | 19                | 10               | 52               |                  |
| 2013      | ByeAlex               | "Kedvesem (Zoohacker Remix)"    | 10                | 84                | 8                | 66               |                  |
| 2014      | Андраш Калај-Саундерс | "Running"                       | 5                 | 143               | 3                | 127              |                  |
| 2015      | Боги                  | "Wars for Nothing"              | 20                | 19                | 8                | 67               |                  |
| 2016      | Фреди                 | "Pioneer"                       | 19                | 108               | 4                | 197              |                  |
| 2017      | Јоци Папаи            | "Origo"                         | 8                 | 200               | 2                | 231              |                  |
| 2018      | AWS                   | "Viszlát nyár"                  | 21                | 93                | 10               | 111              |                  |
| 2019      | Јоци Папаи            | "Az én apám"                    | Нису се пласирали | Нису се пласирали | 12               | 97               |                  |
| 2020–2025 | Није учествовала      | Није учествовала                | Није учествовала  | Није учествовала  | Није учествовала | Није учествовала | Није учествовала |